# Jessica Watson

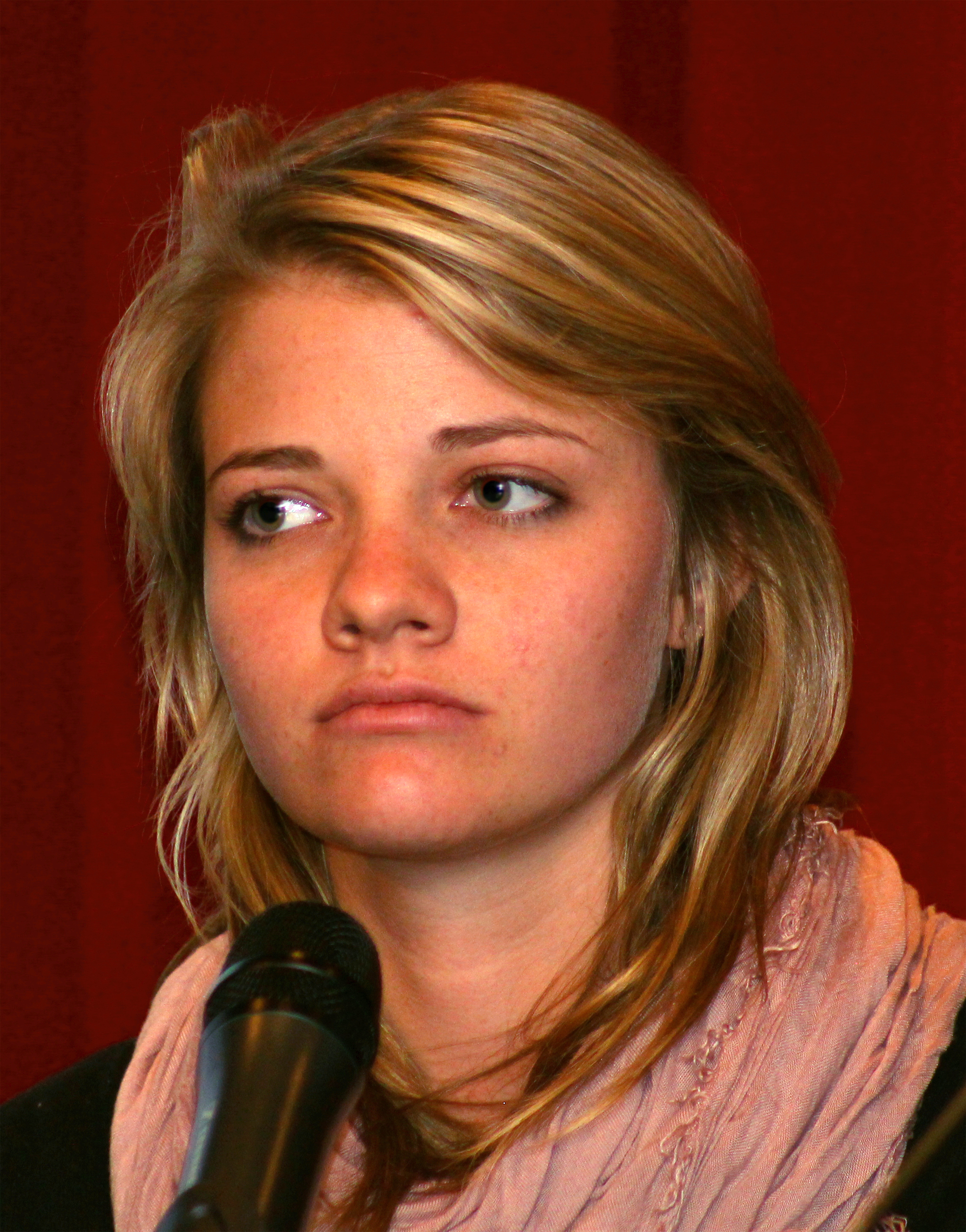
Jessica Watson

Jessica Watson (sinh 18 tháng 5 năm 1993 tại Gold Coast, Queensland, Úc) là một thủy thủ Úc (31 tuổi), trú tại Buderim, Queensland. Cô hiện đang cố gắng để trở thành người trẻ tuổi nhất lái thuyền buồm đi vòng quanh thế giới một mình và không có sự trợ giúp.

## Chuẩn bị
Watson dự trù sẽ thực hiện chuyến hải hành dài 38.000 cây số (23.000 hải lý) xuyên qua những vùng biển nguy hiểm nhất của thế giới trong tám tháng. Cuộc hành trình sẽ chấm dứt vào tháng 6 năm 2010. Chuyến đi này gây ra sự tranh cãi ở Úc là liệu một người trẻ tuổi như vậy có nên được phép thực hiện nỗ lực có thể rất nguy hiểm hay không.
Watson và gia đình cô nói rằng cô là một nhà hàng hải kinh nghiệm và có khả năng, biết cách hải hành, hiểu biết máy móc điện tử và thông hiểu luật lệ an toàn hàng hải. Dù rằng cô lái thuyền một mình và không có ai trợ giúp, cô sẽ giữ liên lạc thường xuyên với toán hỗ trợ cô bằng máy vô tuyến, thư điện tử và viết blog. Thiếu nữ này không nói gì với các phóng viên trước khi cô khởi hành, nhưng bà mẹ của cô cập nhật hóa chuyến đi của cô ngày 18/10/2009 trên Internet.

## Kỷ lục người trẻ tuổi nhất đi một mình
Ngày 18 tháng 10 năm 2009, Watson ra khỏi cảng Sydney để bắt đầu chuyến đi. Watson lái chiếc thuyền buồm dài 10 mét, sơn màu hồng chói, ra khỏi cảng Sydney dưới bầu trời xám và biển động nhẹ. Cô mỉm cười và vẫy tay chào những người đến tiễn mình, ở cả trên bờ và trên các tàu bè chung quanh.
Watson trước tiên sẽ đi qua phía Bắc New Zealand, rồi sau đó đến Fiji và Samoa. Trong chuyến hải hành dự trù kéo dài tám tháng, cô sẽ đi ngang qua mũi phía Nam châu Phi và Nam Mỹ.
Watson vượt qua đường xích đạo ngày 19 tháng 11 năm 2009 (ngày Úc), khoảng 161°40'Tây kinh độ, gần Đảo Jarvis. Đây là lần đầu tiên cô làm đều này trên một chiếc thuyền. Cô đi vòng quanh Kiritimati ngày 22 tháng 11 năm 2009 (ngày Úc), sau 36 ngày, và sau đó tiếp tục hướng về phía nam Cape Horn. Khoảng cách đi thuyền từ Sydney đến Kiritimati là khoảng 3.900 hải lý.
Ngày 8 tháng 12 (ngày Úc), sau 51 ngày, cô vượt qua dấu mốc 6.000 hải lý tại 31°Nam 150°Tây. Ngày 13 tháng 1 (giờ phối hợp quốc tế 9:40), 2010 (9:40 giờ phối hợp quốc tế) Watson đi qua Cape Horn, sau khi giăng buồm được khoảng 9.800 hải lý trong 87 ngày. Vượt qua 1.100 hải lý trước kế hoạch lịch trình 100 hải lý mỗi ngày. Với lịch trình để đến Mũi Hảo Vọng, thời gian ước tính để đến được đó là khoảng ngày 17 tháng 2.
Ngày 23 tháng 1 năm 2010, vài ngày sai khi đi qua Quần đảo Falkland, Watson ngăn cản bốn lần trong một cơn bão nghiêm trọng với sóng 10 mét và gió lên đến 70 nút. Các cơn bão gây ra thiệt hại nhỏ cho thuyền của Watson và tập tin chỉ báo khẩn cấp của cô đã vô tình kích hoạt như cột buồm nhấn nước. Trong cơn bão, cô vượt qua dấu mốc 11.000 hải lý của cuộc hành trình của mình.
Ngày 25 tháng 1, ngày thứ 100 của Watson trên biển, cô đến được nửa chặng đường cho cuộc hành trình.

## Các kỷ lục thanh niên chèo thuyền vòng quanh thế giới
Jesse Martin của Úc hiện đang giữ kỷ lục Hội đồng Kỷ lục Tốc độ Chèo thuyền Thế giới (WSSRC) cho người trẻ tuổi nhất một mình vòng quanh thế giới bằng đường biển, không ngừng, và không có sự trợ giúp. WSSRC đã ngưng chứng thực của họ về các hồ sơ cho những người chèo thuyền vòng quanh thế giới tuổi trẻ nhất và già nhất. 
| Thủy thủ                                               | Bến cảng nơi khởi hành       | Ngày khởi hành    | Ngày kết thúch           | Thời gian (ngày) | Tuổi khi hoàn thành | Ghi chú                                                                                                   |
| ------------------------------------------------------ | ---------------------------- | ----------------- | ------------------------ | ---------------- | ------------------- | --- |
| Jesse Martin Úc                                        | Vịnh Port Phillip, Melbourne | 8 tháng 12, 1998  | 31 tháng 10, 1999        | 327              | 18 năm, 66 ngày     | Đơn độc, không dừng, không có trợ giúp.                                                                   |
| Zac Sunderland Hoa Kỳ                                  | Marina Del Ray, California   | 14 tháng 6, 2008  | 16 tháng 7, 2009         | 396              | 17 năm, 229 ngày    | Về hướng tây, đi qua Papua New Guinea, Mũi Hảo Vọng, kênh đào Panama. Đơn độc, có dừng lại và sự giúp đỡ. |
| Michael Perham Liên hiệp Vương quốc Anh và Bắc Ireland | Portsmouth                   | 16 tháng 11, 2008 | 27 tháng 8, 2009         | 284              | 17 năm, 245 ngày    | Về hướng đông, đi qua Kênh đào Panama. Đơn độc, có dừng lại và sự giúp đỡ.                                |
| Jessica Watson Úc                                      | Cảng Sydney                  | 18 tháng 10, 2009 | Uớc tính: Tháng 4/5 2010 |                  |                     | Hiện đang tiến hành. Kế hoạch để hoàn tất chuyến đi một mình, không dừng, và không có sự giúp đỡ.         |
| Abby Sunderland Hoa Kỳ                                 | Marina Del Ray, California   | 23 tháng 1, 2010  | Ước tính: Tháng 6 2010   |                  |                     | Hiện đang tiến hành. Kế hoạch để hoàn tất chuyến đi một mình, không dừng, và không có sự giúp đỡ.         |
| Laura Dekker Hà Lan                                    |                              |                   |                          |                  |                     | Dự định ra khơi vào tháng 9 năm 2010.                                                                     |